# Differentieerbare structuur
In de differentiaaltopologie, een deelgebied van de wiskunde, maakt een {\displaystyle n}-dimensionale differentieerbare structuur op een verzameling {\displaystyle M} deze verzameling {\displaystyle M} tot een {\displaystyle n}-dimensionale differentieerbare variëteit, dat wil zeggen een topologische variëteit met extra structuur, die men in staat stelt om  differentiaalrekening op de variëteit uit te voeren. Als {\displaystyle M} reeds een topologische variëteit is, eist men dat de nieuwe topologie identiek is aan de bestaande topologie.

## Definitie
Voor een natuurlijk getal {\displaystyle n} en enig getal {\displaystyle k} (een niet-negatief geheel getal of oneindig) wordt een {\displaystyle n}-dimensionale {\displaystyle C^{k}} differentieerbare structuur gedefinieerd door gebruik te maken van een {\displaystyle C^{k}}-atlas, die uit een verzameling van bijecties bestaat, die kaarten worden genoemd, tussen een collectie van deelverzamelingen van {\displaystyle M} (waarvan de vereniging het geheel van {\displaystyle M} is), en een verzameling van open deelverzamelingen van {\displaystyle \mathbb {R} ^{n}}:
{\displaystyle \varphi _{i}:M\supset W_{i}\rightarrow U_{i}\subset \mathbb {R} ^{n}}
die {\displaystyle C^{k}}-compatibel is (in de zin zoals hieronder gedefinieerd):

## Existentie en uniciteitsstellingen
Op elke variëteit met een {\displaystyle C^{k}}-structuur voor {\displaystyle k>0}, bestaat er een unieke {\displaystyle C^{k}}-compatibele {\displaystyle C^{\infty }}-structuur, een stelling, die men dankt aan de Amerikaanse wiskundige Whitney: men zegt dat {\displaystyle C^{k}}-structuren uniek glad te maken zijn. Verder zijn twee {\displaystyle C^{k}}-structuren, die gelijkwaardige {\displaystyle C^{\infty }}-structuren hebben, gelijkwaardig als {\displaystyle C^{k}}-structuren; er is dus geen betekenisvol verschil tussen een {\displaystyle C^{k}}-structuur (differentieerbare structuur) en een {\displaystyle C^{\infty }}-structuur (gladde structuur). Aan de andere kant bestaan er voor {\displaystyle C^{0}} topologische variëteiten die geen differentieerbare structuren toelaten, een resultaat dat in 1960 werd bewezen  door Kervaire, dat later werd verklaard in het kader van de stelling van Donaldson (vergelijk het vijfde probleem van Hilbert).
Wanneer men de differentieerbare structuren op een variëteit wil tellen, telt men meestal modulo de oriëntatie-bewarende  homeomorfismen. Daarbij is de vraag of een gegeven differentieerbare structuur een oriëntatie-omkerend homeomorfisme toelaat. Er bestaat slechts één differentieerbare structuur voor enige variëteit met een dimensie kleiner dan 4. Voor alle variëteiten met een dimensie groter dan 4 bestaat er op een compacte variëteit een eindig aantal differentieerbare structuren. Er is slechts één differentieerbare structuur op {\displaystyle \mathbb {R} ^{n}}, behalve wanneer {\displaystyle n=4}, in dat geval zijn er overaftelbaar veel differentieerbare structuren; een dergelijke structuur noemt men  exotische {\displaystyle \mathbb {R} ^{4}}.

## Voetnoten
1. ↑  (en)  Hirsch, Morris, Differential Topology, Springer (1997), ISBN 0-387-90148-5. voor een algemene wiskundige behandeling van differentieerbare structuren
2. ↑  (en)  Michel Kervaire, A manifold which does not admit any differentiable structure (Een variëteit die geen differentieerbare structuur toelaat), Coment. Math. Helv, vol. 34,  blz. 257-270, 1960